# Vosbles
Vosbles [vobl] est une ancienne commune française située dans le département du Jura en région Bourgogne-Franche-Comté. Les habitants se nomment les Vosblois et Vosbloises.

## Géographie
Vosbles est situé dans la Petite Montagne du Jura. L'habitat se répartit entre le village de Vosbles et ses deux hameaux, Montgefond et Chavagna. L'ancienne commune est délimitée à l'est par la rivière de la Valouse.
L'altitude s'élève jusqu'à 731 m au nord-ouest du village, en forêt, entre les lieux-dits bois en Coquaine et bois de la Serra.

## Histoire
En 1608, les terres de la seigneurie de Montgefond sont disputées devant le Parlement de Dole et sont acquises par François Toquet, écuyer. Son héritier Claude de Toquet obtient le titre de baron de Montgefond et la seigneurie reste dans la famille jusqu’en 1763. Le dernier héritier Guy François Balthazar de Toquet était par ailleurs marquis de Meximieux et grand bailli d’épée de la noblesse de Bresse. 
En 1823, Vosbles absorbe les communes de Mongefond (qui faisait déjà partie de Vosbles sous la Révolution) et de Chavagnat.
En 1944, Roger Bouly, membre des maquis de l'Ain, est arrêté par les troupes allemandes à Montgefond ; il est incarcéré à Lons et sera exécuté le 18 juin 1944 avec d'autres résistants.
En 2016, des discussions sont en cours avec les communes de Vosbles, Charnod, Villeneuve pour la création d’une commune nouvelle. Par un arrêté du préfet du Jura du 4 décembre 2017, la commune est regroupée avec Valfin-sur-Valouse pour donner Vosbles-Valfin à compter du 1er janvier 2018.

## Politique et administration
| Période          | Période   | Identité          | Étiquette      | Qualité                    |
| ---------------- | --------- | ----------------- | -------------- | -------------------------- |
| 18 décembre 1992 | mars 2014 | Bernard Ecoiffier | Sans étiquette | Retraité Fonction publique |
| mars 2014        | En cours  | Jacques Girerd    | DVD            | Retraité Fonction publique |

## Démographie
L'évolution du nombre d'habitants est connue à travers les recensements de la population effectués dans la commune depuis 1793. Pour les communes de moins de 10 000 habitants, une enquête de recensement portant sur toute la population est réalisée tous les cinq ans, les populations de référence des années intermédiaires étant quant à elles estimées par interpolation ou extrapolation. Pour la commune, le premier recensement exhaustif entrant dans le cadre du nouveau dispositif a été réalisé en 2005.

En 2015, la commune comptait 110 habitants, en évolution de +5,77 % par rapport à 2009 (Jura : −0,81 %, France hors Mayotte : +2,11 %).
| 1793 | 1800 | 1806 | 1821 | 1831 | 1836 | 1841 | 1846 | 1851 |
| ---- | ---- | ---- | ---- | ---- | ---- | ---- | ---- | ---- |
| 349  | 247  | 240  | 219  | 401  | 410  | 428  | 446  | 446  |

| 1856 | 1861 | 1866 | 1872 | 1876 | 1881 | 1886 | 1891 | 1896 |
| ---- | ---- | ---- | ---- | ---- | ---- | ---- | ---- | ---- |
| 459  | 437  | 422  | 386  | 370  | 362  | 339  | 334  | 308  |

| 1901 | 1906 | 1911 | 1921 | 1926 | 1931 | 1936 | 1946 | 1954 |
| ---- | ---- | ---- | ---- | ---- | ---- | ---- | ---- | ---- |
| 278  | 284  | 256  | 222  | 218  | 223  | 218  | 199  | 177  |

| 1962 | 1968 | 1975 | 1982 | 1990 | 1999 | 2005 | 2006 | 2010 |
| ---- | ---- | ---- | ---- | ---- | ---- | ---- | ---- | ---- |
| 143  | 121  | 100  | 82   | 92   | 101  | 109  | 113  | 98   |

| 2015 | - | - | - | - | - | - | - | - |
| ---- | - | - | - | - | - | - | - | - |
| 110  | - | - | - | - | - | - | - | - |

## Lieux et monuments
- Église de l'Assomption de la Bienheureuse Vierge Marie. Située dans le diocèse de Saint-Claude, elle est desservie par la paroisse Notre-Dame de la Petite-Montagne.
- Vestiges du château de Montgefond. Situé au sommet d'une crête rocheuse, tel un nid d'aigle, à quelque 620 mètres, ce petit site castral n'offre plus que quelques rares vestiges de murs ainsi qu'une citerne partiellement comblée. Ce château avait été bâti par la famille éponyme au XIIIe siècle, assez loin des voies de communication médiévales. Il était protégé au nord et au sud par des fossés taillés dans le roc vif.  À ses pieds, avait été établi un petit bourg castral clos et fossoyé dont un œil aguerri  peut deviner quelques terrassements épars. Au XIIIe siècle, il devient la possession de la famille de Chalon. Il passa dans le giron des sires de Thoire-Villars dans le courant du XIVe siècle & est représenté sous forme stylisé dans un registre de comptes qui couvre la période 1360-1370. Cet ensemble aurait été détruit vers 1479 par les troupes de Louis XI, lors des guerres de Bourgogne. Il ne fut jamais reconstruit.

## Personnalités liées à la commune
- Antoine Tocquet de Montgeffond (1659-1731), né au château de Montgefond, moine chartreux et général de l'ordre de 1703 jusqu'à sa mort[12].
- Pierre Félix Champion, curé de Vosbles, député de l'Assemblée législative en 1791, président du district d'Orgelet.